# جاي كينغ غوردون
جاي كينغ غوردون هو دبلوماسي كندي، ولد في 6 ديسمبر 1900 في وينيبيغ في كندا، وتوفي في 24 فبراير 1989.